# Peabody (Kansas)
Peabody – miasto w Stanach Zjednoczonych, w stanie Kansas, w hrabstwie Marion.